# 卡特里娜·莫罗
卡特里娜·莫罗（英語：Katrina Morrow，1959年4月7日—），澳大利亚女子田径运动员。她曾代表澳大利亚参加1978年和1982年英联邦运动会田径比赛，其中1978年英联邦运动会获得一枚金牌。